# Frederick Weld
Frederick Weld (ur. 9 maja 1823 w Bridport, zm. 20 lipca 1891 w Chideock) – brytyjski polityk i administrator kolonialny, przez znaczną część swojego życia związany z Nową Zelandią, której premierem był w latach 1864–1865.

## Życiorys

### Młodość
Pochodził z głęboko katolickiej rodziny, jego ojciec był blisko związany z zakonem jezuitów, ufundował nawet jedną z prowadzonych przez to zgromadzenie szkół. Większość dzieciństwa spędził we Francji, gdzie przebywali wówczas jego rodzice. Studia ukończył we Fryburgu. Początkowo marzył o karierze wojskowej, ale zrezygnował z tych planów za radą swego uniwersyteckiego opiekuna. Zamiast tego postanowił wyjechać do będącej wówczas brytyjską kolonią Nowej Zelandii. Tam wraz ze swoim kuzynem założył dobrze prosperujące przedsiębiorstwo, wyspecjalizowane w hodowli owiec.

### Nowa Zelandia
Wkrótce zaangażował się w życie publiczne, stając się aktywistą ruchu na rzecz równouprawnienia katolików. W 1854 został po raz pierwszy wybrany do parlamentu kolonii. W 1860 objął stanowisko ministra ds. tubylców w gabinecie Edwarda Stafforda. Po upadku rządu Fredericka Whitakera w 1864, stanął na czele nowego gabinetu. Niespełna roczny okres jego urzędowania przypadł na czas dużych niepokojów społecznych, zarówno między rdzennymi a napływowymi mieszkańcami archipelagu, jak i pomiędzy społecznościami dwóch największych miast – Auckland i Wellington (ci pierwsi nie mogli pogodzić się z faktem utraty statusu stołecznego na rzecz tych drugich). W tym czasie doszło też do wycofania z Nowej Zelandii wojsk brytyjskich, co jednak budziło bardzo mieszane odczucia wśród opinii publicznej. Weld źle znosił trudy sprawowania urzędu, zaczął mieć kłopoty ze zdrowiem, i ostatecznie podał się do dymisji w październiku 1865. Niespełna rok później powrócił do Anglii.

### Gubernator
Po okresie rekonwalescencji, w 1869 rozpoczął karierę administratora kolonialnego i powrócił na Antypody jako gubernator Australii Zachodniej. Postanowił poznać kolonię od podszewki i w ciągu pierwszych sześciu miesięcy urzędowania przemierzył ok. 1900 km na końskim grzbiecie. W 1874 ponownie spędził kilka miesięcy w Nowej Zelandii, porządkując swoje sprawy biznesowe. W 1875 objął stanowisko gubernatora Tasmanii, które piastował przez kolejnych pięć lat. Ukoronowaniem jego kariery było pełnione w latach 1880–1887 stanowisko gubernatora Straits Settlements, kolonii na Malajach obejmującej m.in. Singapur.

### Późniejsze życie
W 1887 przeszedł na emeryturę, na której wciąż wiele podróżował. Zmarł w 1891 w swym rodzinnym hrabstwie Dorset w następstwie choroby, na którą zapadł podczas swego ostatniego wyjazdu do Azji. Był trzykrotnie dekorowany Orderem św. Michała i św. Jerzego kolejnych klas, a za zasługi dla Kościoła katolickiego otrzymał także papieski Order Piusa IX.